# Finger-Segge
Die Finger-Segge (Carex digitata) ist eine Pflanzenart aus der Gattung der Seggen (Carex) innerhalb der Familie der Sauergrasgewächse (Cyperaceae).

## Beschreibung

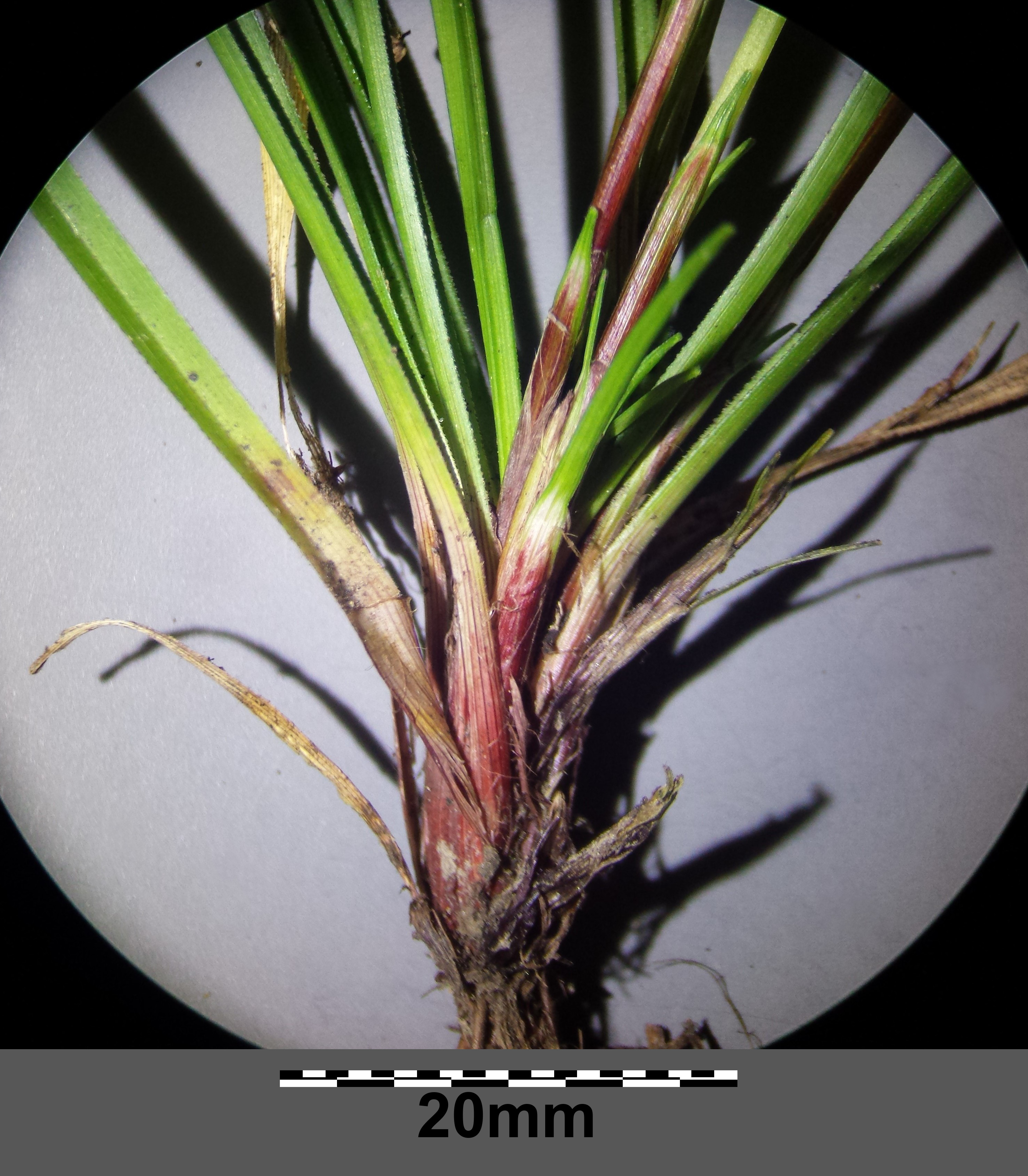
Purpurfarbene unterste Blattscheiden

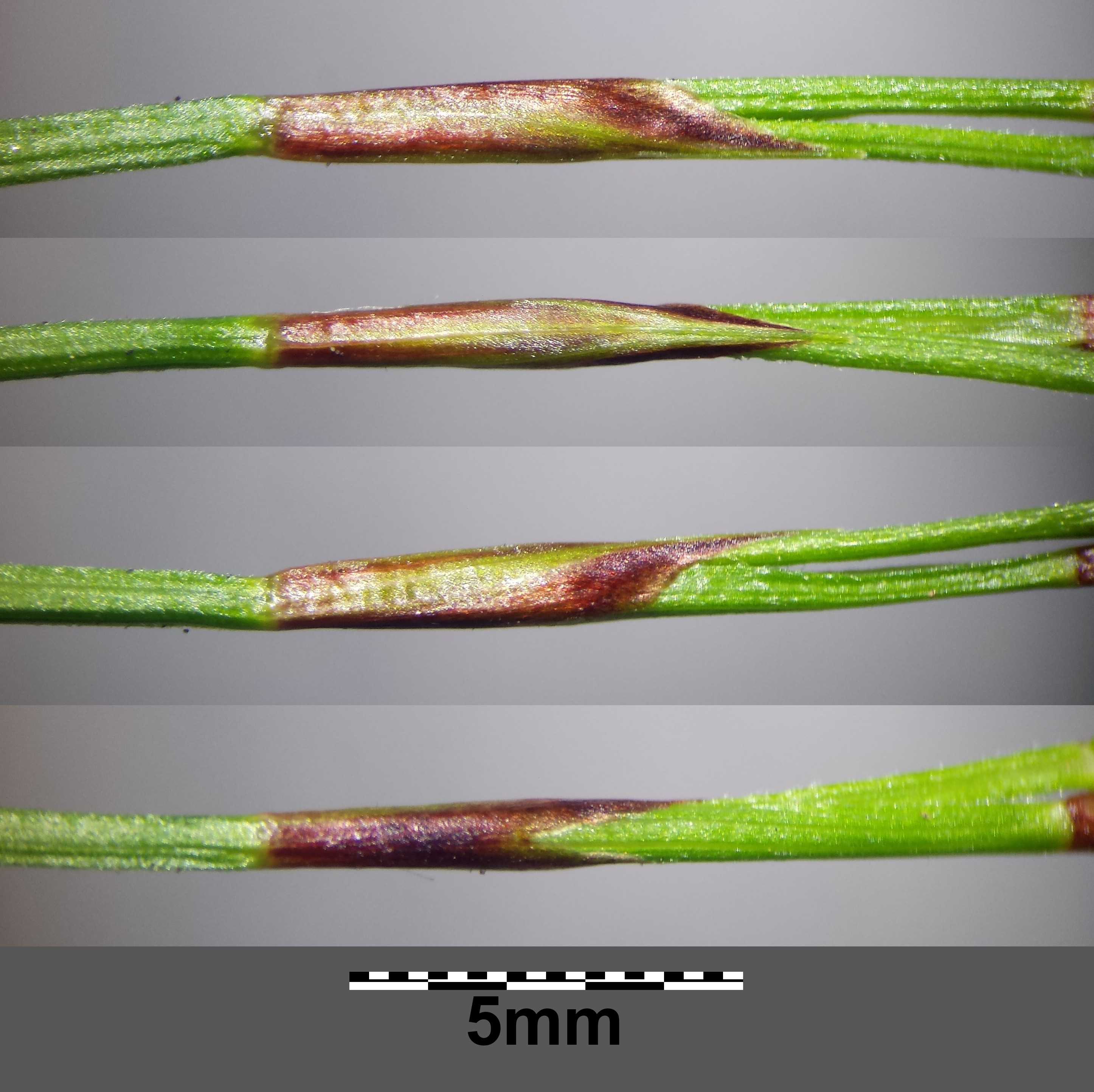
Tragblatt der untersten Ähre mit pfriemlicher Spitze

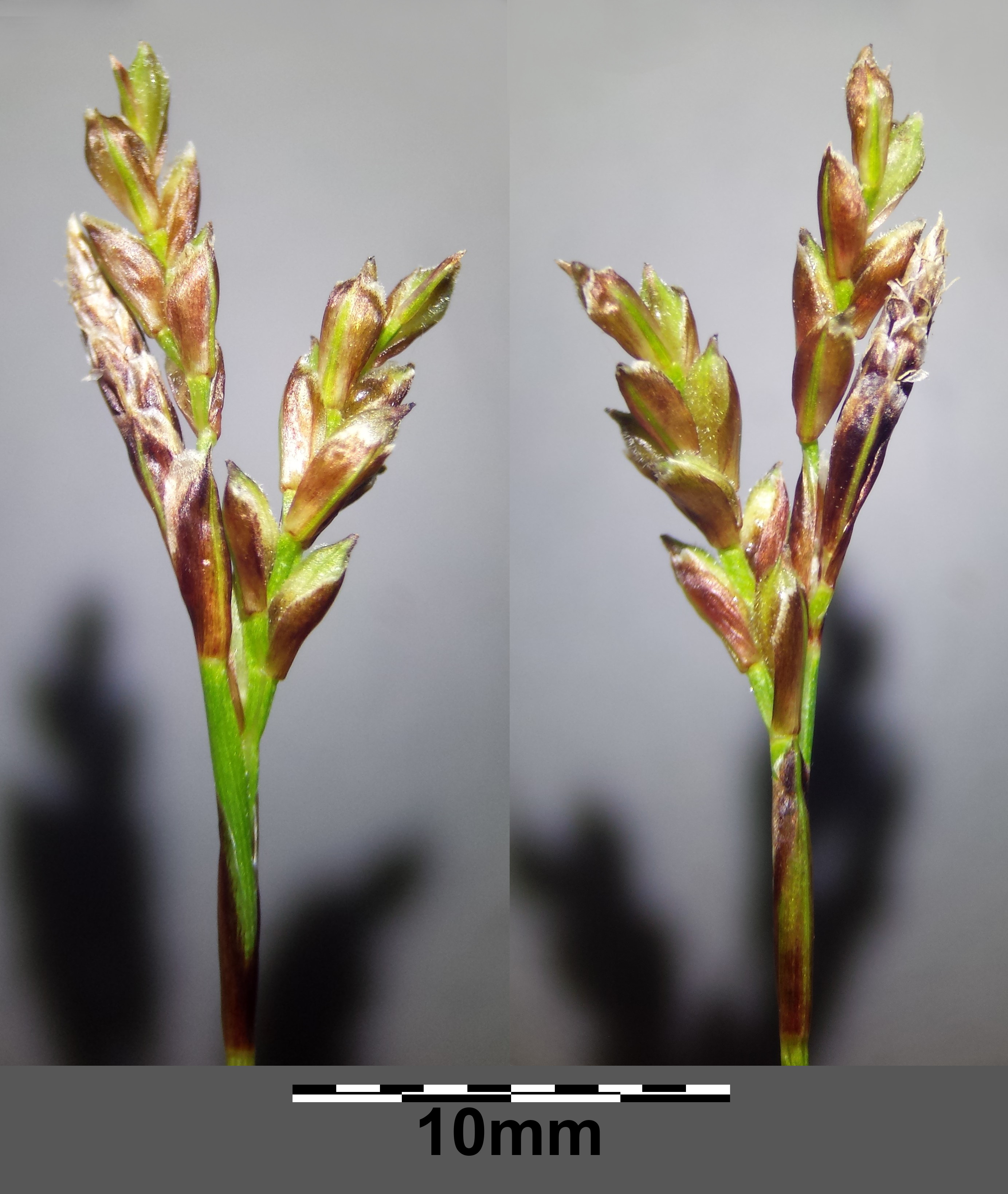
Blütenstand mit einer ♂-Ähre und mehreren ♀-Ähren

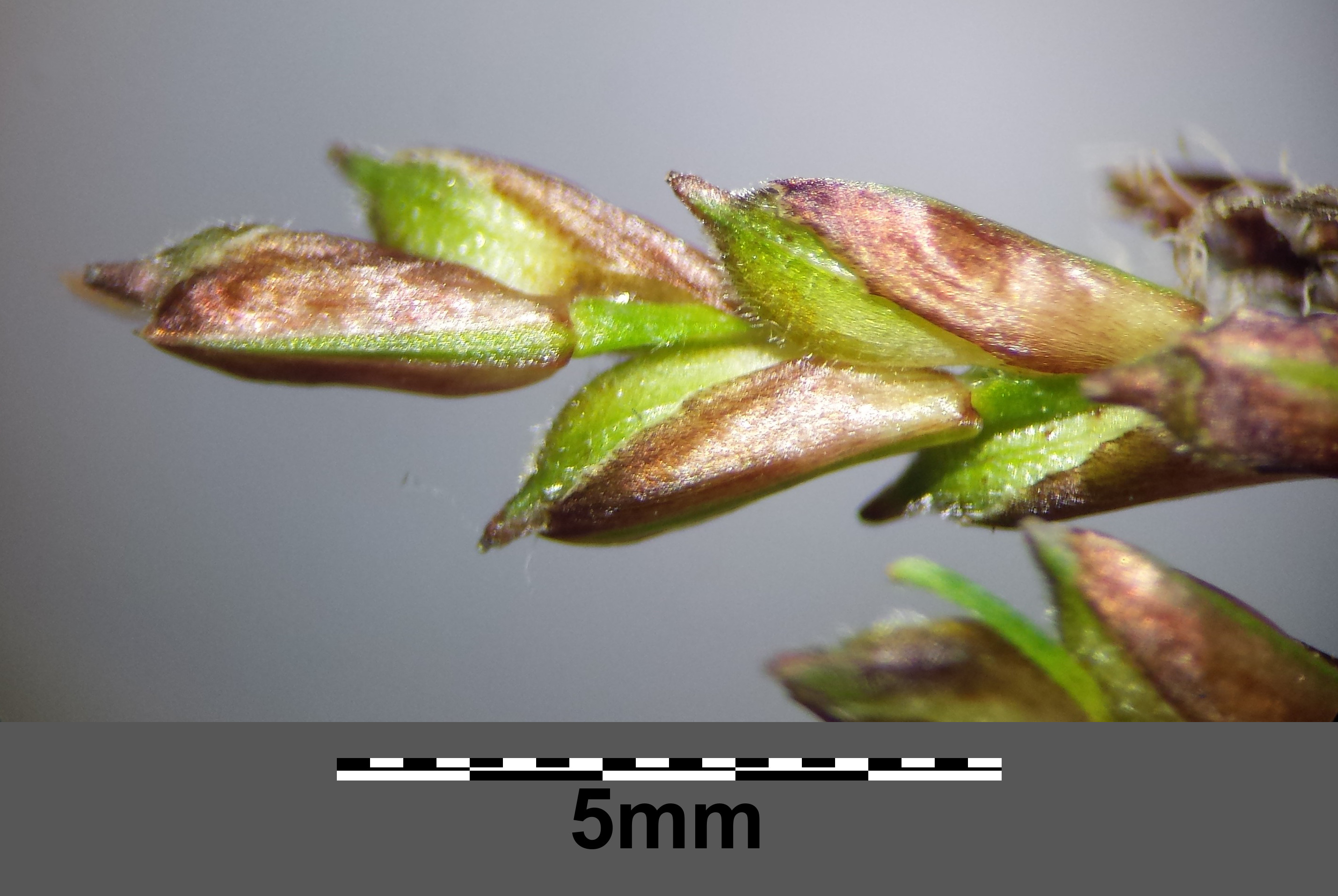
Weibliche Ähre

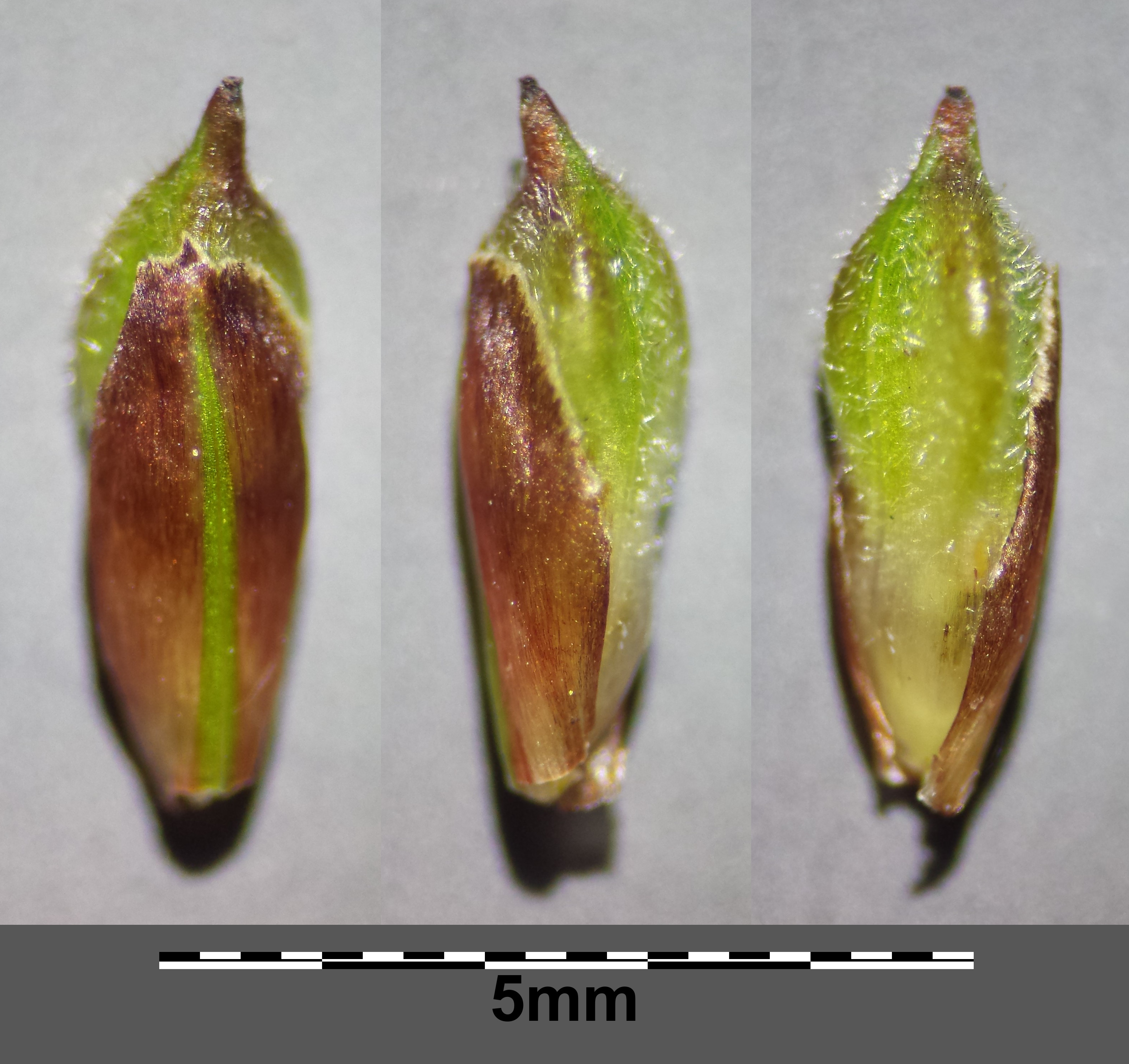
Behaarter Schlauch mit Deckblatt

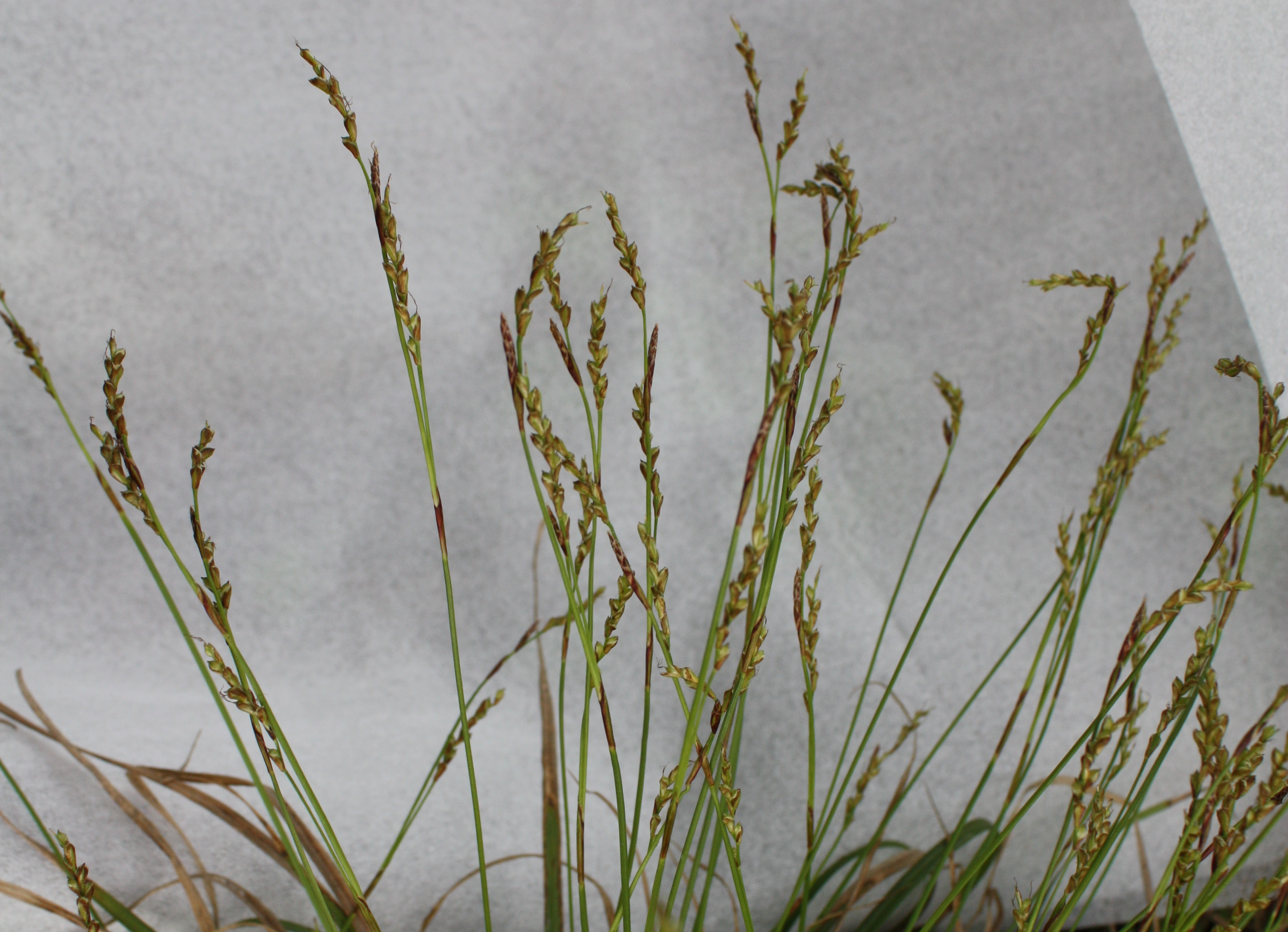
Blütenstände

### Vegetative Merkmale
Die Finger-Segge ist eine immergrüne, ausdauernde krautige Pflanze, die Wuchshöhen von 10 bis 30, selten bis zu 40 Zentimetern erreicht. Diese Pflanzenart bildet keine Ausläufer aus, entwickelt jedoch kleine Horste. Die Stängel sind bei einem Durchmesser unter 1 Millimeter abgeflacht-dreikantig oder fast stielrund und glatt. Ihre Blattscheiden sind charakteristisch purpurrot gefärbt. Die dunkel-grünen Laubblätter sind 2 bis 4, selten bis zu 6 Millimeter breit; sie überwintern, sind flach und ziemlich plötzlich in eine Spitze verschmälert.

### Generative Merkmale
Der 2 bis 6, selten bis zu 10 Zentimeter lange Blütenstand enthält ein endständiges, gestielte männliches und zwei bis fünf weibliche, häufig voneinander entfernte Ährchen. Die obersten ein oder zwei weiblichen Ährchen überragen das männliche, wodurch dieses scheinbar seitenständig wird. Das männliche Ährchen ist kurz gestielt, 10 bis 15 Millimeter lang und 1 bis 1,5 Millimeter breit. Die weiblichen Ährchen sind voneinander entfernt und locker fingerförmig gestellt und 1 bis 2, selten bis zu 4 Zentimeter lang gestielt. Das oberste weibliche Ährchen ist fast sitzend, 10 bis 25, selten bis zu 30 Millimeter lang, 1 bis 2 Millimeter breit und enthält zwei bis, meist fünf bis zehn sehr locker angeordnete Blüten. Die obersten ein oder zwei weiblichen Ähren überragen die männliche Ähre. Die Spelzen der weiblichen Blüten hüllen die Schläuche ein; sie sind bei einer Länge von 3,5 bis 4 Millimetern sowie einer Breite von 2 bis 2,5 Millimetern verkehrt-eiförmig mit stumpfem, unregelmäßig gezähntem oberen Ende; sie sind oben ausgerandet und tragen in der Ausrandung eine kurze Stachelspitze und sind glänzend rot-braun mit grünem Mittelstreifen und weißhäutigen Rändern. Die Spelzen der männlichen Blüten sind länger und schmaler, haben breitere Hautränder und sind manchmal fast ganz weißhäutig. Die Schläuche sind bei einer Länge von etwa 4 Millimetern sowie einer Breite von etwa 1,5 Millimetern verkehrt-eiförmig und freikantig; sie sind unten in einen langen Stiel, oben in einen kurzen ausgerandeten Schnabel verschmälert, oben kurz behaart, hell-grün und später hell-braun. In jeder weiblichen Blüte gibt es drei Narben.
Die deutlich gestielten Früchte sind bei einer Länge von etwa 3 Millimetern sowie einem Durchmesser von 1 Millimeter verkehrt-eiförmig, scharf dreikantig und braun bis schwärzlich.
Die Chromosomenzahl beträgt 2n = 48, 50, 52 oder 54.

## Ökologie
Die Blütezeit reicht von April bis Mai; die Fruchtreife von Mai bis Juni.
Die Bestäubung erfolgt durch den Wind (Anemophilie). Ihre Diasporen von Ameisen ausgebreitet (Myrmecochorie). Sie vermehrt sich jedoch auch vegetativ mit Hilfe ihres Rhizoms. Sie wurzelt bis 50 Zentimeter tief.
Die Samen halten eine Keimruhe von 2 Jahren ein. Die einzelnen Pflanzenexemplare werden 5 bis 10 Jahre alt.

## Vorkommen

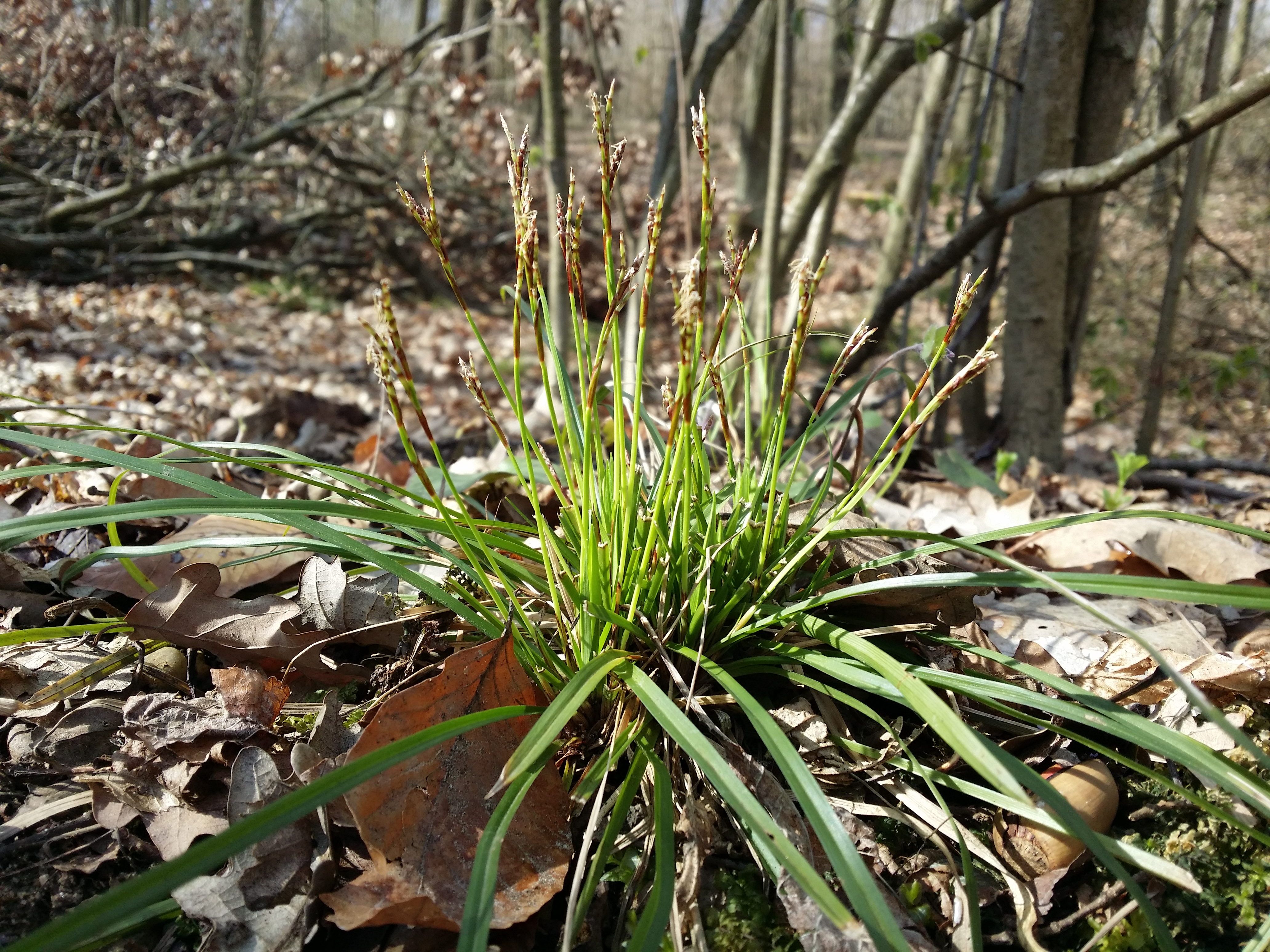
Habitus im Habitat

Die Finger-Segge ist ein eurasiatisch-subozeanisches Florenelement. Sie kommt im größten Teil Europas vor; sie fehlt aber in Irland, Island, im nördlichen Skandinavien und im eigentlichen Mittelmeerraum. Nach Osten erstreckt sich ihr Areal bis ins westliche Sibirien, bis ins Kaukasusraum, bis Nordost-Anatolien und bis zum Nordiran. In Süddeutschland kommt die Finger-Segge relativ häufig vor, in Mittel- und Norddeutschland dagegen nur zerstreut bis selten. In den kalkreichen Gebieten Mitteleuropas kommt sie zerstreut vor, im mitteleuropäischen Tiefland ist sie selten, sie fehlt hier westlich der Elbe fast durchweg.
Sie besiedelt Laub- und Mischwälder mit steinigem, im Ganzen aber tiefgründigen Böden an warmen Standorten. Sie geht in den Alpen auch auf schattige Matten und in feinerdereiche, tiefe Felsspalten. Sie steigt aber kaum über die Waldgrenze auf. In den Allgäuer Alpen steigt sie im Tiroler Teil an der Schlicke bis zu einer Höhenlage von 1900 Meter auf. Im Kanton Graubünden erreicht sie bei St. Moritz 2000 Meter, im Kanton Wallis am Mont Cubit 2400 Meter. An ihren Fundorten bildet die Finger-Segge meist kleine Bestände. Sie ist in Mitteleuropa eine schwache Charakterart der Querco-Fagetea-Klasse.
Die Finger-Segge gedeiht meist auf basenreichen, lockeren, gut zersetzenden mullhaltigen Lehmböden, die kalkarm sein dürfen, halb beschattet und gut durchlüftet sein sollten und zeitweise feucht, doch nicht staunass sein dürfen.
Die ökologischen Zeigerwerte nach Landolt et al. 2010 sind in der Schweiz: Feuchtezahl F = 2+ (frisch), Lichtzahl L = 2 (schattig), Reaktionszahl R = 3 (schwach sauer bis neutral), Temperaturzahl T = 3 (montan), Nährstoffzahl N = 2 (nährstoffarm), Kontinentalitätszahl K = 3 (subozeanisch bis subkontinental).

## Taxonomie

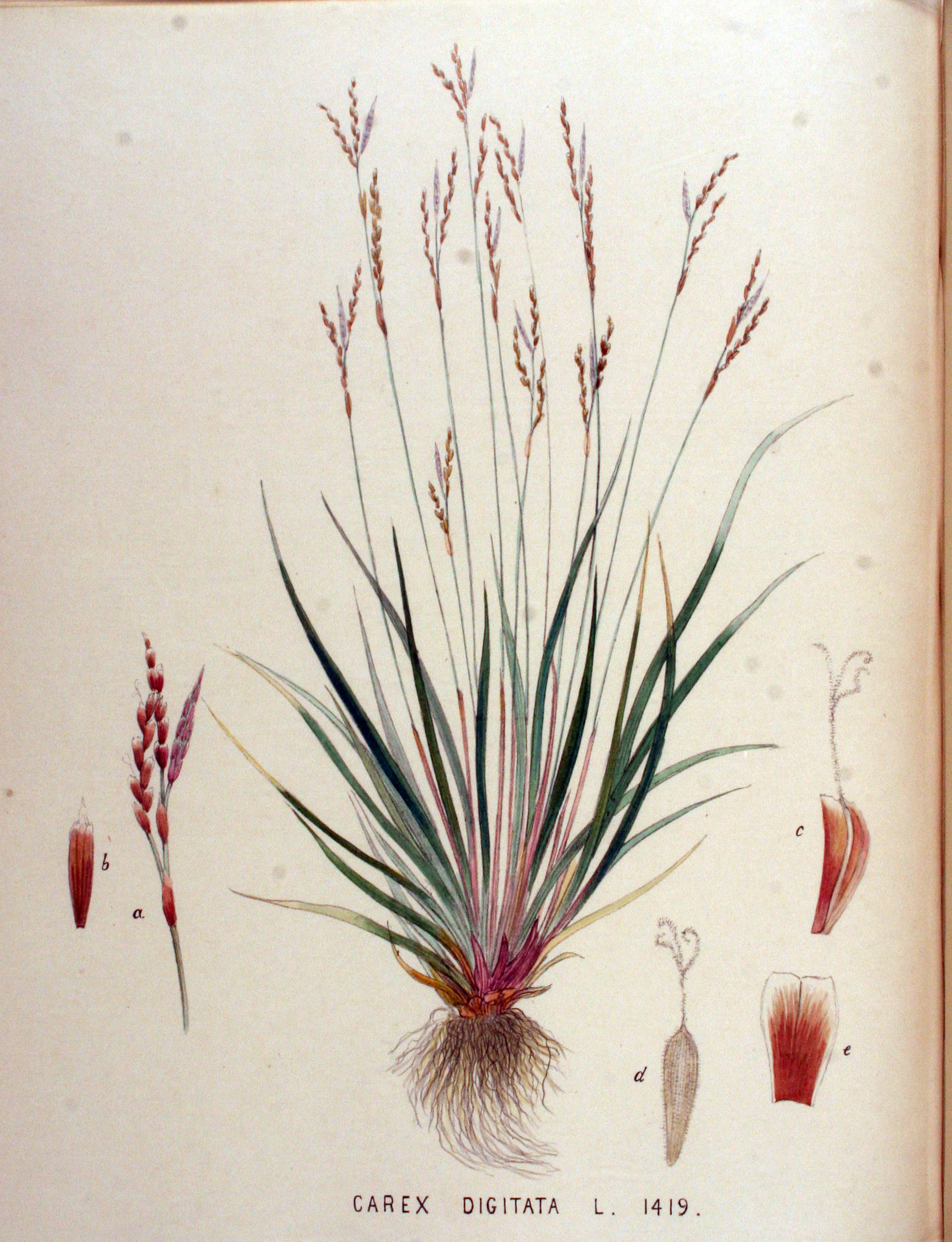
Illustration

Die Erstveröffentlichung von Carex digitata erfolgte 1753 durch Carl von Linné in Species Plantarum, Tomus II, Seite 975. Das Artepitheton digitata bedeutet „gefingert“. Synonyme Carex digitata L. sind: Carex bulgarica Velen., Carex digitata var. albida Freyn & Sint., Carex digitata var. alpina Heer, Carex digitata var. bulgarica Velen., Carex digitata subsp. bulgarica (Velen.) Nyman, Carex digitata var. hungarica Borbás, Carex digitata var. intermedia Crép., Carex digitata subsp. piroskana (Nyár.) Serb., Carex ornithopoda subsp. bulgarica (Velen.) Stoeva & E.D.Popova, Carex piroskana Nyár.